# Dzwonnik z Notre Dame II
Dzwonnik z Notre Dame II (ang. The Hunchback of Notre Dame II, 2002) – amerykański film animowany, sequel filmu Dzwonnik z Notre Dame z 1996 roku.

## Obsada głosowa
| Rola         | Aktor                |
| ------------ | -------------------- |
| Quasimodo    | Tom Hulce            |
| Madellaine   | Jennifer Love Hewitt |
| Sarousch     | Michael McKean       |
| Esmeralda    | Demi Moore           |
| Febus        | Kevin Kline          |
| Zefir        | Haley Joel Osment    |
| Hugo         | Jason Alexander      |
| Victor       | Charles Kimbrough    |
| Laverne      | Jane Withers         |
| Clopin       | Paul Kandel          |
| Archidiakon  | Jim Cummings         |
| Lady DeBurne | April Winchell       |

## Wersja polska
W wersji polskiej udział wzięli:
- Marian Opania – Hugo
- Izabella Bukowska – Madellaine
- Tomasz Kozłowicz – Quasimodo (dialogi)
- Wojciech Dmochowski – Quasimodo (śpiew)
- Robert Rozmus – Clopin
- Wiktor Zborowski – Victor
- Andrzej Zieliński – Phoebus
- Jacek Borkowski – Sarousch
- Grażyna Wolszczak – Esmeralda
- Tomasz Kaczmarek – Zefir
- Zofia Gładyszewska – Laverne

W pozostałych rolach:
- Mirosława Nyckowska
- Izabela Dąbrowska
- Agnieszka Tomaszewska
- Aleksander Stroganov
- Paweł Szczesny
- Leopold Matuszczak
- Joanna Jabłczyńska
- Zuzanna Gąsiorek
- Grażyna Syta
- Maciej Gąsiorek
- Dariusz Błażejewski
- Marek Robaczewski
- Tomasz Jarosz

Wersja polska: Studio Sonica

Reżyseria: Krzysztof Kołbasiuk

Dialogi polskie: Elżbieta Łopatniukowa

Nagranie piosenek: STUDIO BUFFO

Opieka artystyczna: Magdalena Snopek

Produkcja polskiej wersji językowej: DISNEY CHARACTER VOICES INTERNATIONAL, INC.

Piosenki:
- „Le Jour D’Amour” –
  - wykonanie: Robert Rozmus, Wojciech Dmochowski, Zofia Gładyszewska, Marian Opania, Wiktor Zborowski
  - chór: KAMERALNY FILHARMONII NARODOWEJ
- „To taki mały cud” – wykonanie: Wojciech Dmochowski
- „Chcę z tobą być” – wykonanie: Wojciech Dmochowski, Tomasz Kaczmarek
- „Zakochał się” –
  - wykonanie: Zofia Gładyszewska, Marian Opania, Wiktor Zborowski
  - chór: KAMERALNY FILHARMONII NARODOWEJ

Kierownictwo muzyczne: Marek Klimczuk

Teksty piosenek: Filip Łobodziński